# Quelque chose de nouveau (je veux) (album)
Albums de Rose et noire
Rose et noire
(2003)
Quelque chose de nouveau (je veux) est la première sortie discographique du duo français Rose et noire. Sortie du CD, Mini-Album en 2003, Label Discordian Records, distribution EMI Music France.

## Édition 2003
1. Prosit
2. Le Cœur pourri
3. Ce Mal Qui Fait Du Bien
4. Tout M'est Égal
5. Je Peins
6. N'importe Qui Sauf Moi

Producteur : Rose et noire, Discordian Records / Mastering : Altho Studio, Lyon